# Черейское
Чере́йское (бел. Чарэ́йскае; другие варианты названия — Черея, Чарейское, Чарея) — озеро в Чашникском районе Витебской области Белоруссии. Относится к бассейну реки Лукомка. Находится в 26 км к юго-востоку от города Чашники. На берегу расположен агрогородок Черея.

## Физико-географическая характеристика
Площадь поверхности озера Черея составляет 3,38 км². Длина — 6,71 км, наибольшая ширина — 1,12 км. Длина береговой линии — 17,3 км. Наибольшая глубина — 17 м, средняя — 5,6 м. Объём воды в озере — 18,96 млн м³. Площадь водосбора — 17 км².
Котловина озера лощинного типа, вытянута с севера на юг и состоит из нескольких плёсов. Склоны высотой до 10 м, на юге до 18 м, распаханные. Берега низкие, песчаные, поросшие кустарником. На севере, северо-западе и западе берега сливаются со склонами котловины. К южному и юго-восточному берегам примыкают зыбуны. Береговая линия извилистая, образующая ряд заливов и мысов.
Дно на мелководье выстлано глиной, песчаными и песчано-глинистыми отложениями, глубже — илом. В центре присутствует остров площадью 2 га.
Минерализация воды составляет 230 мг/л, прозрачность — 2,5 м. Водоём подвержен эвтрофикации.
Озеро Черейское соединено с озером Головня и Чемерица. Впадают более 10 ручьёв и мелиоративных канав, вытекает ручей в озеро Радомля.
Надводная прибрежная растительность образует полосу шириной до 50 м и распространена до глубины 2 м. Подводная растительность спускается до глубины 4 м.
В озере обитают щука, окунь, лещ, густера, плотва, краснопёрка и другие виды рыб. Встречается речной угорь.

## Достопримечательности
На западном берегу, около деревни Белая Церковь расположен памятник архитектуры — Троицкая церковь. На берегу у деревни Гора находится археологический памятник — городище.